# Gustav Adolfsbakelse
Gustav Adolfsbakelse är en bakelse som äts till minnet av Gustav II Adolfs dödsdag den 6 november 1632. Traditionen att äta en bakelse den 6 november har även spridits till Finland där framförallt finlandssvenskarna firar Svenska dagen på Gustav II Adolfs dödsdag. Det är inte någon specifik typ av bakelse som avses, utan kan vara i stort sett vilken bakelse som helst. Den gemensamma nämnaren är i stället en bild av kungen i profil i choklad eller marsipan.

## Historia
Förmodligen började traditionen år 1854 i samband med Gustav II Adolfs‐statyns invigning i Göteborg, där bland andra konditorn R. Rubenson varje år i Bloms hotels salonger brukade arrangera en uppskattad utställning av sina konstnärligt utförda bakverk och konfektyrer. Göteborgs Handels‐ och Sjöfartstidning recenserade julutställningen 1854: ”Man finner här artiklar, vilka kunna kallas verkliga små konstverk i sitt slag, som t.ex. små avbildningar av Gustav Adolfsstatyen, medaljonger innehållande kopior av kända genremålningar, utförda i choklad och socker etc.” I GHT för 1854 kunde man, några dagar före statyns avtäckning, hitta en annons där Rubenson gjorde reklam för Gustav Adolfs‐karameller med kungens bild. Idén att göra sötsaker av Gustav Adolf i Göteborg var verklighet redan innan göteborgarna kunde se kungabilden på torget.
Möjligen skapades traditionen att äta just den 6 november 1909 av konditorn Carl Bräutigam på konditoriet Bräutigams på hörnet Östra Hamngatan/Kungsgatan i Göteborg. Han hade inspirerats av tysk tradition där man åt speciella bakverk på helgondagar och gjorde en bakelse med citron‐ eller chokladgrädde varvat med sockerkaka och på toppen en kungasilhuett i rosa marsipan.
På 1930‐talet uppstod det konflikt mellan svensktalande finnar och ”äktfinnar” om firandet av dagen. Äktfinnarna ansåg att man i stället för en svensk kung borde fira hans finska knektar. Vid firandet 1933–1934 förekom det slagsmål mellan grupperna och polisen fick rycka in med vattenkanoner.

## Bakelsen
Det finns ingen standardiserad bakelse, utan varje region, stad eller till och med konditori har egna varianter. Nästan alltid har dock Gustav Adolfsbakelsen en kungasilhuett, vanligen i vit marsipan eller choklad. Mördegs‐ och sockerkaksbottnar överväger bland varianterna. I Norrtälje gjordes en variant med rund smördegsbotten och spunnet socker runt kungasilhuetten. Sockret symboliserade dimman som låg över slagfältet i Lützen.

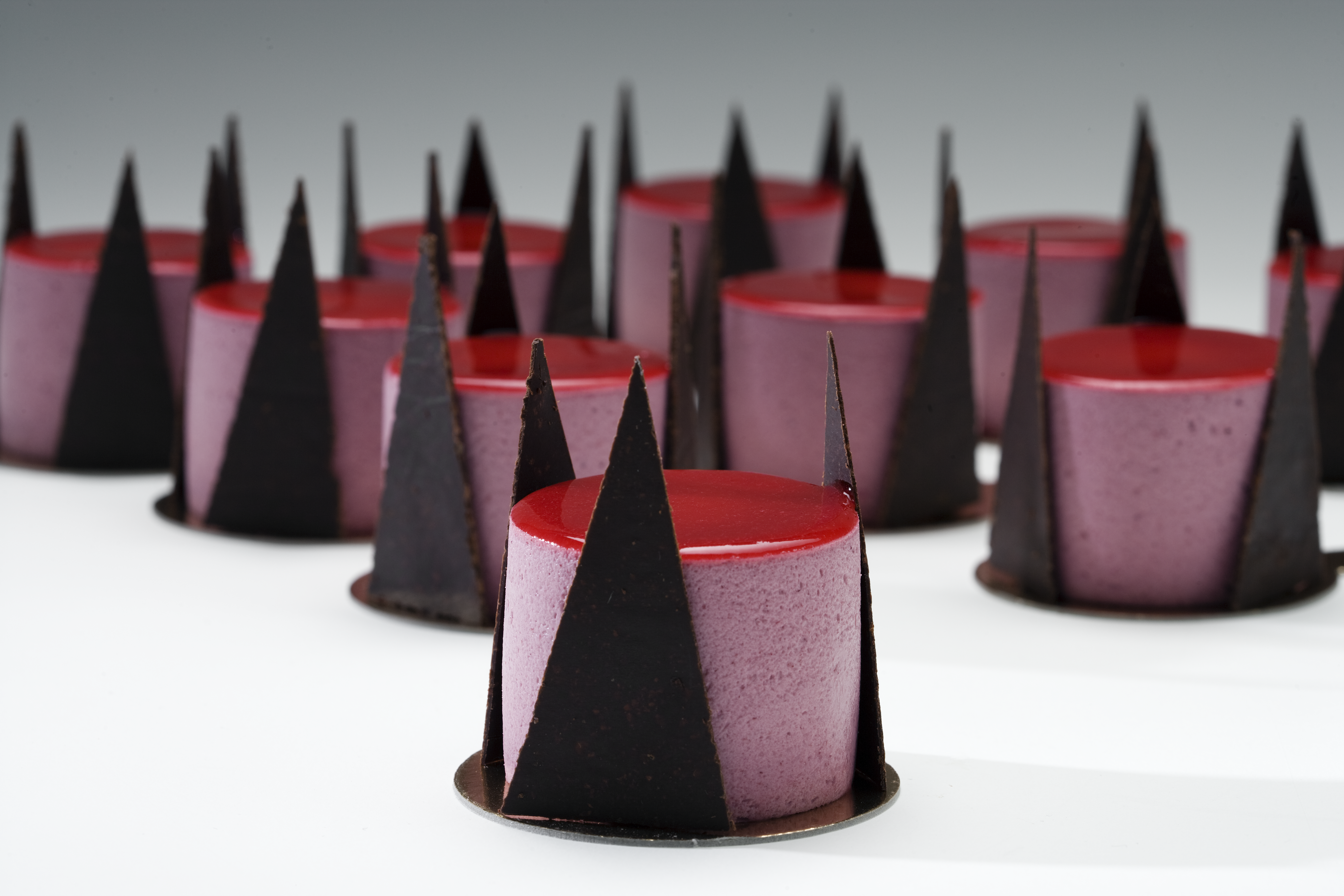
Vinnaren i 2003 års tävling.

I en tävling arrangerad år 2003 av Livrustkammarens vänförening, Gastronomiska akademiens vänförening och radioprogrammet Meny gjordes ett försök att skapa en standardiserad Gustav Adolfsbakelse. Petra Gunnarsson från Trollhättan vann med en bakelse gjord på sockerkaksbottnar, fläderkräm, svartvinbärskräm, hallongelé och tre chokladtrianglar som bildar en krona. Den nya bakelsen har emellertid inte fått någon större spridning på Sveriges konditorier, men serveras årligen på Livrustkammarens kafé.